# Helotium tuba
Helotium tuba är en svampart som beskrevs av Fr. 1849. Helotium tuba ingår i släktet Helotium och familjen Helotiaceae.   Inga underarter finns listade i Catalogue of Life.